# Paolo Di Lauro
Paolo Di Lauro (Napels, 26 augustus 1953) is een Italiaanse maffiabaas en leider van de Di Lauro-clan.
In 2002 kwam hij op de lijst van meest gezochte voortvluchtigen in Italië, en in september 2005 werd hij gevangengenomen.